# Escoureda
Escoureda (llamada oficialmente Santa María de Escoureda) es una parroquia y una aldea española del municipio de Corgo, en la provincia de Lugo, Galicia.

## Otras denominaciones
La parroquia también es conocida por el nombre de Santa María Madanela de Escoureda.

## Organización territorial
La parroquia está formada por cinco entidades de población:
- Abragán
- Campo (O Campo)
- Carretera (A Estrada)
- Chousa (A Chousa)
- Escoureda

## Demografía

### Parroquia
| Gráfica de evolución demográfica de Escoureda (parroquia) entre 2000 y 2019 |
|                                                                             |
| Datos según el nomenclátor publicado por el INE.                            |

### Aldea
| Gráfica de evolución demográfica de Escoureda (aldea) entre 2000 y 2019 |
|                                                                         |
| Datos según el nomenclátor publicado por el INE.                        |